# 쿠우쿠우
쿠우쿠우(qooqoo)는 대한민국의 프렌차이즈 기업이며, 일식(초밥·말이·샐러드) 뷔페 전문점이다. 본사는 경기도 성남시 분당구 수정로 138에 위치하고 있다.

## 역사
2011년 쿠우쿠우가 설립되였고, 2015년 가맹점 50호를 돌파하였으며, 쿠우쿠우 본사 사옥으로 입주하였다.

## 지역별 점포 목록
2025년 현재 기준으로 삼으며, 제주특별자치도에는 2020년을 마지막으로 지점이 폐업하여 현재 존재하지 않는다.

### 영업중
서울특별시
- 상봉점, 송파하비오점, 연신내점, 보라매공원점, 노원점, 강동점, 구로점

인천광역시
- 인천연수점, 인천구월점, 인천계양점, 부평점, 주안역점, 인천논현점, 검단신도시점, 인천청라점

경기도
- 수원시청점, 수원병점점, 서수원점, 평촌범계점, 평내호평점, 화정점, 이천점, 일산호수공원점, 삼송원흥점, 향남점, 민락점, 산본점, 미사점, 송탄점, 성남점, 용인점, 김포운양점, 은계점, 송산그린시티점, 오산점, 파주운정점, 양주옥정점, 마석점, 시흥배곧점, 경기광주점, 평택고덕점, 안산점, 동탄점, 분당점, 부천점, 화성봉담점

강원특별자치도
- 춘천점, 속초점, 원주혁신점, 원주무실점

대전광역시
- 둔산점, 가수원점, 대전유성점, 대전점, 대전동구점

충청 지방
- 서산점, 홍성내포점, 천안불당점, 논산점, 청주점, 세종점

광주광역시
- 광주하남점, 광주상무점, 광주첨단점

전북특별자치도
- 군산점, 전주송천점, 익산점, 전주효자점

전라남도
- 목포점, 목포북항점, 순천점, 여수점

대구광역시
- 시지점, 현풍테크노점, 대구서구점, 수성못점, 대구북구점

경상북도
- 포항점, 김천혁신점, 경주점, 구미점

부산광역시
- 화명점, 광복점, 경성대점, 명지점, 해운대점, 부산연산점, 부산동래점

경상남도
- 거제점, 김해장유점, 통영점, 진주점, 창원점, 마산점, 양산점

### 영업종료
충청남도
- 당진점, 아산점

제주특별자치도
- 제주시청점, 서귀포점

강원특별자치도
- 강릉점

## 이벤트
- 2025년 4월 23일부터 5월 31일까지, 롤플레잉 게임 트릭컬 리바이브와 콜라보레이션 이벤트를 진행하였다.

## 논란

### 대표 횡령 사건
2024년, 쿠우쿠우 대표가 협력업체로부터 뒷돈을 받고 회사 자금을 횡령한 혐의로 징역 2년에 집행유예 3년을 선고받았다.

### 공정거래법 위반
2015년부터 2019년까지 가맹점에 물품 구매를 강제하고 알선 수수료를 챙긴 사실이 드러나 공정거래위원회로부터 제재를 받았다.